# John Roper (football américain)
(en) Statistiques sur pro-football-reference
John Alfred Roper (né le 4 octobre 1965 à Houston) est un joueur américain de football américain évoluant au poste de linebacker.

## Enfance
Roper étudie à la Jack Yates High School de Houston avant de partir pour l'université A&M du Texas.

## Carrière

### Université
Après une année comme redshirt en 1984, Roper commence à jouer pour l'équipe de football américain des Aggies. Texas A&M remporte trois titres de champion de la Southwest Conference et Roper commence à se montrer en 1986 où il est demi-finaliste pour le Lombardi Award, récompensant le meilleur linebacker universitaire, remporté cette année-là par Cornelius Bennett. En 1987, il reçoit le titre d'All-American et de joueur défensif de la saison pour la SWC.

### Professionnel
John Roper est sélectionné au deuxième tour de la draft 1989 de la NFL par les Bears de Chicago au trente-sixième choix. Après une première saison où il dispute dix matchs comme titulaire, Roper est envoyé sur le banc avant de revenir et de faire deux saisons pleines en 1991 et 1992. Cependant, le texan n'est pas forcément un joueur très apprécié par ses coéquipiers du fait de son tempérament et de ses rapports avec les fans, repoussant certains assez violemment.
En 1993, Roper est échangé aux Cowboys de Dallas avec Markus Paul et Kelly Blackwell contre Vinson Smith, Barry Minter et un tour de draft. Considéré comme un linebacker remplaçant et un « bon joueur » par l'entraîneur Jimmy Johnson, il est cependant critiqué par ce dernier pour des retards à l'entraînement et un manque d'implication,. En octobre 1993, alors que Johnson réalise une séance vidéo avec l'escouade spéciale, dont fait partie Roper, le linebacker s'endort et est surpris par l'entraîneur, décidant de le renvoyer de l'équipe,. Le joueur trouve un point de chute chez les Eagles de Philadelphie et affronte son ancienne équipe de Dallas plus tard dans la saison, récupérant un fumble de Troy Aikman mais ne pouvant empêcher la défaite des siens 23 à 10. Libéré après la saison 1993, il ne rejoue plus au haut-niveau par la suite.